# Nijmeegse Vierdaagse 2019
De 103e editie van de Nijmeegse Vierdaagse ging van start op dinsdag 16 juli 2019 en eindigde op vrijdag 19 juli.
52.330 mensen hadden zich ingeschreven, dat betekent dat er mensen moesten loten en konden uitvallen om het maximaal aantal deelnemers van 47.000 te bereiken.
5.330 mensen zijn uitgeloot. In 2019 deden er 5.900 militairen mee. De deelnemers kwamen uit 77 verschillende landen.

## Barometer
| Inschrijvingen                   | 47.000 |
| Inschrijvingen per 1 juli        | 47.236 |
| Aangemeld op zondag en maandag   | 44.702 |
| 1e dag niet gestart/ uitgevallen | 661    |
| 1e dag uitgelopen                | 44.041 |
| 2e dag niet gestart/ uitgevallen | 1.350  |
| 2e dag uitgelopen                | 42.691 |
| 3e dag niet gestart/ uitgevallen | 1.111  |
| 3e dag uitgelopen                | 41.580 |
| 4e dag niet gestart/ uitgevallen | 345    |
| Vierdaagse uitgelopen            | 41.235 |